# World Checklist of Selected Plant Families

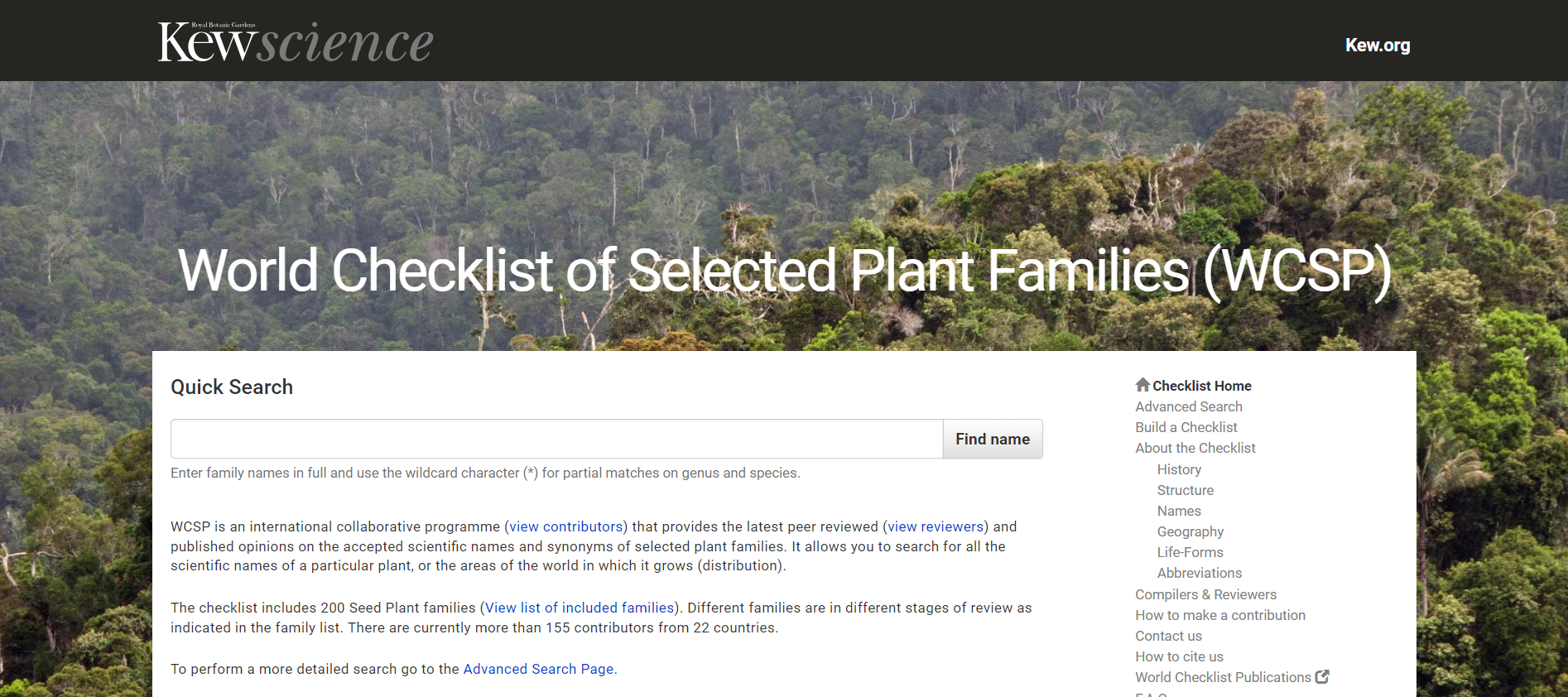
Página web del WCSP.

El World Checklist of Selected Plant familias (generalmente abreviado como WCSP) es un "programa de colaboración internacional que proporciona la última revisión por pares y publicados opiniones sobre los nombres científicos aceptados y sinónimos de familias de plantas seleccionadas". Mantenido por el Real Jardín Botánico de Kew, está disponible en línea, lo que permite búsquedas de los nombres de familias, géneros y especies, así como la posibilidad de crear listas de verificación.
El proyecto se remonta en su historia al trabajo realizado en la década de 1990 por el investigador de Kew Rafaël Govaerts en una lista de verificación del género Quercus. Influenciado por la Estrategia Global para la Conservación Vegetal, el proyecto se amplió. A partir de enero de 2013, 173 familias de plantas con semillas fueron incluidas. La cobertura de las familias monocotiledóneas es completa, y se añaden otras familias
Hay un proyecto complementario llamado el Índice Internacional de Nombres de las Plantas (IPNI), en la que también participa Kew. El IPNI tiene como objetivo proporcionar los detalles de la publicación y no tiene por objeto determinar que se aceptan nombres de especies. Después de un retraso de aproximadamente un año, los nombres recién publicados se añaden automáticamente a partir del IPNI al WCSP. El WCSP es también la base de datos subyacente para la The Plant List, creada por Kew y el Jardín Botánico de Missouri, que se dio a conocer en 2010.